# Mirni (Maikop, Adiguesia)
Mirni (en ruso: Мирный) es un pueblo (posiólok) del raión de Maikop en la república de Adiguesia de Rusia. Está 17,5 km al oeste de Tulski y 13 km al sudoeste de Maikop, la capital de la república. Tenía 24 habitantes en 2010.
Pertenece al municipio de Krasnoktiabrski.